# Zulfija Činšanlová
Zulfija Činšanlová, Зүлфия Чиншанло, 赵常玲 (* 25. července 1993, Almaty) je kazašská reprezentantka ve vzpírání, soutěží ve váze do 53 kilogramů. V roce 2009 se v Kojangu stala vůbec nejmladší mistryní světa v dějinách tohoto sportu. Prvenství zopakovala na Mistrovství světa ve vzpírání 2011 v Paříži. V roce 2012 se v Londýně stala olympijskou vítězkou, když vytvořila v nadhozu nový světový rekord 131 kg.
Asijský olympijský výbor ji zařadil mezi dvacet nejlepších sportovců kontinentu za rok 2012. Obdržela kazašské státní vyznamenání, řád Kurmet a řád Barys.
Na Asijských hrách 2014 v Inčchonu získala stříbrnou medaili, porazila ji Sü Šu-ťing z Tchaj-wanu, která vzepřela nový světový rekord 132 kg v nadhozu a 233 kg ve dvojboji. Na domácím mistrovství světa ve vzpírání 2014 v Almaty jí Činšanlová porážku vrátila, když zlepšila světový rekord v nadhozu na 134 kg a ve dvojboji dosáhla 232 kg.

## Spor o občanství
Činšanlová pochází z národa Dunganů, což je označení pro čínské muslimy v bývalém SSSR, kteří sami sebe označují za Chueje a hovoří dialektem čínštiny. Dětství prožila v Číně, od roku 2007 reprezentuje Kazachstán. Číňané ji ale podle tvrzení médií nadále považují za svoji reprezentantku jménem Čao Čchang-ling, která byla do Kazachstánu pouze zapůjčena v rámci tzv. vlčího plánu. Sama sportovkyně ale tato tvrzení důrazně popřela.

## Vyznamenání
- Zasloužilá mistryně sportu Kazachstánu
- Řád cti
- Řád irbisa II. třídy